# Église Saint-Grégoire-le-Grand de Bécancour
Pour les articles homonymes, voir Église Saint-Grégoire.
L'église Saint-Grégoire-le-Grand de Bécancour est un lieu de culte de tradition catholique situé dans le secteur Saint-Grégoire de Bécancour au Québec (Canada). Elle a été classée immeuble patrimonial en 1957.